# Агуакатеки
Агуакате́ки — індіанський народ групи мая на північному заході Гватемали. Чисельність 80 тисяч чоловік (станом на 1985 рік). Відносяться до американської раси великої монголоїдної раси. Мова агуакатек підгрупи маме гілки кіче. Поширена також іспанська мова. Агуакатеки — католики.
Традиційне заняття — ручне підсічно-вогневе землеробство (кукурудза, квасоля, гарбуз, перець, в теплих долинах — томати, яблука, цибуля, картопля, какао, кава), в деяких місцях — орне. Окремі сім'ї розводять корів, свиней, овець, птицю. Зберігаються полювання, збиральництво. Розвинене візерункове ткацтво, виготовлення ліпної кераміки і плетіння, в тому числі на продаж (серед жінок). 
Житло — прямокутне, однокамерне, з каменю або адобів, гілок або очерету, з двосхилим солом'яним дахом і прибудованою паровою лазнею. 
Традиційний одяг зберігається у жінок — темна смугаста запашна спідниця, уіпіль з багатобарвним орнаментом, прямокутний вовняний плащ-ковдра, широкий візерунковий пояс, в волоссі — червона стрічка. Чоловічий одяг в основному креольського типу, поверх сорочки одягають вовняну накидку типу пончо, підперізуються візерунковим поясом. Жінки ходять босоніж, чоловіки носять сандалі і солом'яні капелюхи поверх яскравої хустки. Основа їжі — рослинна. 
Великі і розширені, патрилейні патрилокальні сім'ї (2 — 4 покоління), що займають групу хатин, об'єднані в патроніміі. Рада старійшин села очолюється виборним алькальдом, який затверджується муніципальною владою. Культи святих патронів сіл, що супроводжуються публічними церемоніями і костюмованими святами, відправляються членами кофрадій. Зберігаються фольклор, дохристиянські вірування і обряди: сімейний культ священних колодязів, общинний культ печер і гір, жертвопринесення, аграрні, похоронні й поминальні ритуали, нагуалізм, чаклунство, знахарство і пророцтва. У ритуалах користуються древнім календарем мая.